# سد یینپان
سد یینپان (به لاتین: Yinpan Dam) یک سد و نیروگاه برقابی در چین است که در Wulong County, Chongqing واقع شده‌است.